# Auride
Auride sind chemische Verbindungen des Elements Gold, welches in der Position des einfach negativ geladenen Anions Au− vorliegt. Es ist eines von sehr seltenen Metallanionen und neben Platin das bisher einzig bekannte Nebengruppenelement, welches als Anion vorliegen kann. Das sehr reaktionsträge Gold kommt in der Natur meist gediegen und selten als Kation vor.
Das erste bekannte Aurid ist Caesiumaurid CsAu, welches 1978 im Labor Joseph Lagowski entdeckt wurde. Einkristalle von Caesiumaurid, das im CsCl-Typ kristallisiert, können durch Reaktion von feinteiligem Goldpulver mit Caesiumazid synthetisiert werden. Außerdem wurden Rubidiumaurid RbAu und Tetramethylammoniumaurid, (CH3)4NAu, beschrieben. Das Au−-Ion kommt außerdem in der Verbindung Caesiumauridoxid, Cs3AuO, vor. Ein hypothetisch mögliches Franciumaurid FrAu konnte aufgrund der geringen Halbwertszeit des Franciums noch nicht synthetisiert werden. In bestimmten Fällen kann das Aurid-Ion auch durch Disproportionierung von elementaren Gold erhalten werden. So bildet sich beim Zusammenschmelzen von Gold mit Alkalimetall und Alkalimetalloxid M7Au5O2 (M = Cs, Rb; entspricht: (MAu)4 (M3AuO2) ). Diese Aurid-Aurate enthalten in einem Kristall sowohl positives Gold(I) im (AuO2)3−-Anion (Aurat-Anion) als auch das negative Aurid-Anion, ohne elementares Gold zu bilden.

## Chemische Eigenschaften
Auride reagieren äußerst heftig mit Oxidationsmitteln sowie Wasser und können nur unter einer Schutzatmosphäre, z. B. unter Argon, aufbewahrt werden.